# هربرت کروگ
هربرت کروگ (انگلیسی: Herbert Krug; ۲۱ ژوئن ۱۹۳۷ – ۱ نوامبر ۲۰۱۰) سوارکار اهل آلمان بود.